# Renault R.S.20
Renault R.S.20 byl vůz Formule 1 navržený týmem Renault F1 pro účast v sezóně 2020.
Šasi navrhli Nick Chester, Martin Tolliday, Simon Virrill, Matthew Harman a Dirk de Beer, přičemž Marcin Budkowski dohlížel na design a výrobu vozu jako výkonný technický ředitel a Rémi Taffin vedl design hnacího ústrojí. Vůz měl mít soutěžní debut při Grand Prix Austrálie 2020, ale byl zpožděn, když bylo dalších devět závodů sezóny zrušeno nebo odloženo v reakci na pandemii COVID-19. Vůz R.S.20 debutoval při Grand Prix Rakouska 2020. V sezóně 2020 jej řídili Daniel Ricciardo a Esteban Ocon. Ricciardo získal první pódium Renaultu od jeho návratu do Formule 1 při Grand Prix Eifelu 2020, zatímco Ocon získal své první pódium v kariéře při Grand Prix Sachíru 2020.
Kvůli finančním a logistickým výzvám způsobeným pandemií COVID-19 bylo dosaženo dohody mezi FIA a týmy Formule 1, že vozy 2020 budou převedeny do roku 2021, přičemž vývoj určitých oblastí vozů bude zmrazen po skončení sezóny 2020. Vůz R.S.20 byl aktualizován pro sezónu 2021 a přejmenován na Alpine A521 poté, co Renault přeznačil svůj tým Formule 1 pod název Alpine.

## Vývoj

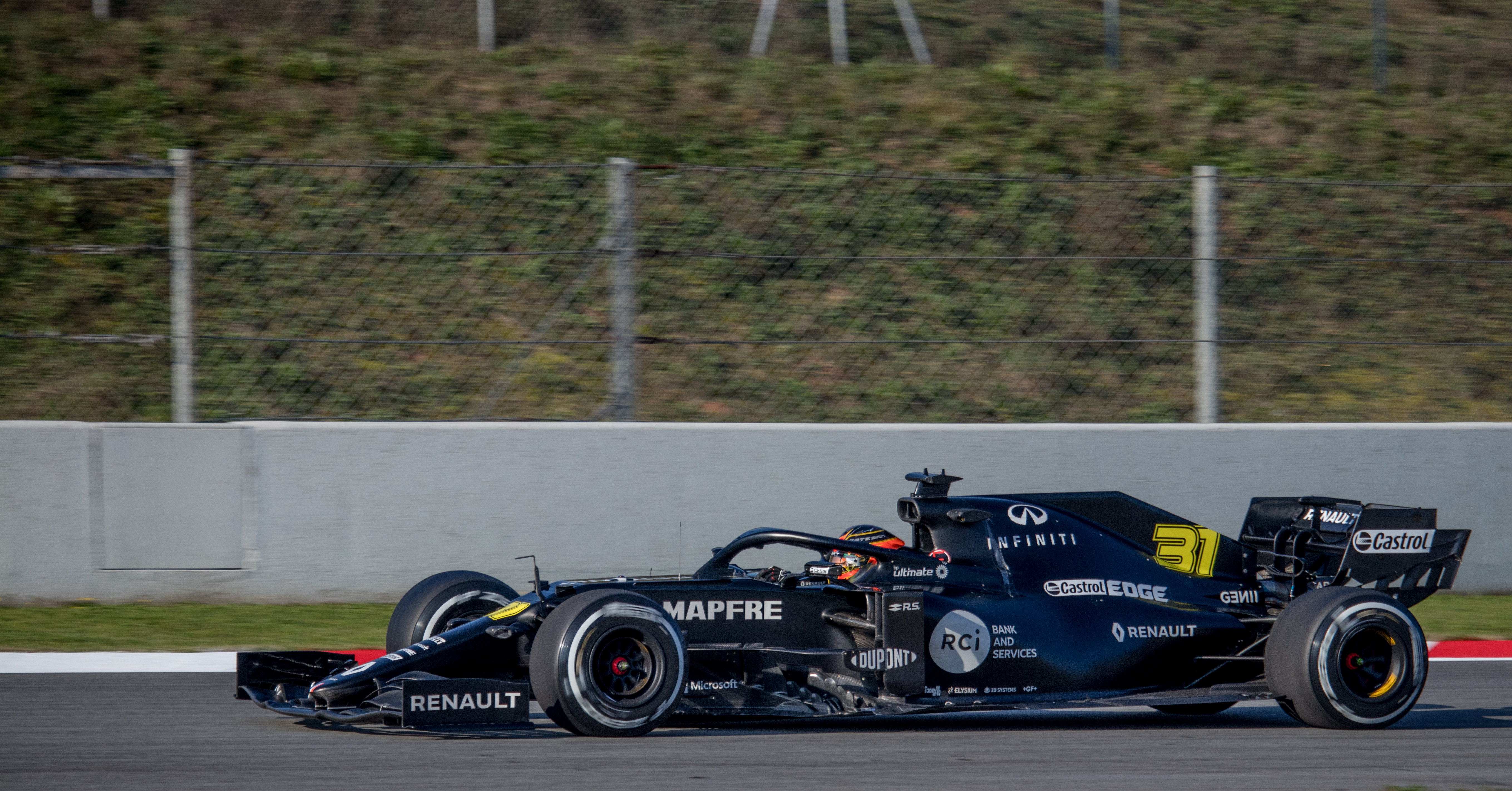
Esteban Ocon řídící vůz R.S.20 v testovacím zbarvením při předsezónním testování 2020.

Renault R.S.20 byl posledním vozem, který navrhl Nick Chester během svého působení v týmu. Chestera nahradil ve funkci technického ředitele mezi sezónami 2019 a 2020 bývalý technický ředitel McLarenu Pat Fry. Petera Machina nahradil ve funkci vedoucího aerodynamiky bývalý hlavní aerodynamik Williamsu Dirk de Beer, který se vrátil do Renaultu poté, co pro tým naposledy pracoval v roce 2013.

## Kompletní výsledky ve Formuli 1
| Legenda k tabulce | Legenda k tabulce                                                                       |
| Barva             | Výsledek                                                                                |
| ----------------- | --------------------------------------------------------------------------------------- |
| Zlatá             | Vítěz                                                                                   |
| Stříbrná          | 2. místo                                                                                |
| Bronzová          | 3. místo                                                                                |
| Zelená            | Bodované umístění                                                                       |
| Modrá             | Nebodované umístění                                                                     |
| Modrá             | Dokončil neklasifikován (NC)                                                            |
| Fialová           | Odstoupil (Ret)                                                                         |
| Červená           | Nekvalifikoval se (DNQ)                                                                 |
| Červená           | Nepředkvalifikoval se (DNPQ)                                                            |
| Černá             | Diskvalifikován (DSQ)                                                                   |
| Bílá              | Nestartoval (DNS)                                                                       |
| Bílá              | Závod zrušen (C)                                                                        |
| Světle modrá      | Pouze trénoval (PO)                                                                     |
| Světle modrá      | Páteční testovací jezdec (TD)                                                           |
| Bez barvy         | Netrénoval (DNP)                                                                        |
| Bez barvy         | Vyřazen (EX)                                                                            |
| Bez barvy         | Nepřijel (DNA)                                                                          |
| Bez barvy         | Odvolal účast (WD)                                                                      |
| Bez barvy         | Nezúčastnil se (prázdné)                                                                |
| Označení          | Význam                                                                                  |
| Tučnost           | Pole position                                                                           |
| Kurzíva           | Nejrychlejší kolo                                                                       |
| †                 | Jezdec nedojel do cíle, ale byl klasifikován, protože odjel více než 90 % délky závodu. |
| ‡                 | Byl udělován poloviční počet bodů, protože bylo odjeto méně než 75 % délky závodu.      |
| Horní index       | Umístění bodujících jezdců ve sprintu                                                   |

| Rok  | Tým                      | Motor             | Pneumatiky | Jezdci           | 1   | 2   | 3   | 4   | 5   | 6   | 7   | 8   | 9   | 10  | 11  | 12  | 13  | 14  | 15  | 16  | 17  | Body | Umístění |
| ---- | ------------------------ | ----------------- | ---------- | ---------------- | --- | --- | --- | --- | --- | --- | --- | --- | --- | --- | --- | --- | --- | --- | --- | --- | --- | ---- | -------- |
| 2020 | Renault DP World F1 Team | Renault E-Tech 20 | P          |                  | AUT | STY | HUN | GBR | 70A | ESP | BEL | ITA | TUS | RUS | EIF | POR | EMI | TUR | BHR | SKH | ABU | 181  | 5. místo |
| 2020 | Renault DP World F1 Team | Renault E-Tech 20 | P          | Esteban Ocon     | 8   | Ret | 14  | 6   | 8   | 13  | 5   | 8   | Ret | 7   | Ret | 8   | Ret | 11  | 9   | 2   | 9   | 181  | 5. místo |
| 2020 | Renault DP World F1 Team | Renault E-Tech 20 | P          | Daniel Ricciardo | Ret | 8   | 8   | 4   | 14  | 11  | 4   | 6   | 4   | 5   | 3   | 9   | 3   | 10  | 7   | 5   | 7   | 181  | 5. místo |